# Discocharopa aperta
Discocharopa aperta is een slakkensoort uit de familie van de Charopidae. De wetenschappelijke naam van de soort is voor het eerst geldig gepubliceerd in 1888 door Moellendorff.